# Die Bestie in Menschengestalt
Die Bestie in Menschengestalt è il quinto album di studio del gruppo pop punk tedesco Die Ärzte, pubblicato nel 1993. Si tratta del primo album dopo cinque anni di pausa; inoltre da questo album la band ha ingaggiato l'attuale bassista, Rodrigo González.
È stato ristampato nel 2007 da Hot Action Records.

## Tracce
1. Inntro – 0:06
2. Schrei nach Liebe (Felsenheimer/Urlaub) – 4:12
3. Schopenhauer (Urlaub) – 3:06
4. Für uns (Felsenheimer) – 4:42
5. Hey! Huh! (in Scheiben) (Felsenheimer/Urlaub) – 1:29
6. FaFaFa (Urlaub) – 1:41
7. Deutschrockgirl (Felsenheimer, Urlaub) – 1:53
8. Mach die Augen zu (Urlaub) – 4:00
9. Gehirn-Stürm (Felsenheimer/Gonzales) – 4:04
10. Mit dem Schwert nach Polen, warum René? (Felsenheimer/Gonzales) – 4:28
11. Claudia (Teil 95) (Felsenheimer/Gonzales/Urlaub) – 0:09
12. Die Allerschürfste (Urlaub)  – 3:24
13. Friedenspanzer (Gonzales, Felsenheimer) – 3:56
14. Quark (Urlaub) – 2:45
15. Dos corazones (Gonzales) – 3:47
16. Kopfüber in die Hölle (Urlaub) – 2:54
17. Omaboy (Felsenheimer) – 4:45
18. Lieber Tee (Urlaub) – 4:47
19. Wenn es Abend wird (Urlaub) – 6:36

## Singoli
- 1993: Schrei nach Liebe
- 1993: Mach die Augen zu
- 1994: Friedenspanzer
- 1994: Quark

## Formazione
- Farin Urlaub - chitarra, voce
- Bela B. - batteria, voce d'accompagnamento
- Rodrigo González - basso, voce d'accompagnamento
- Heinz Strunk - spoken word (traccia 9)